# 鋳物師大師塚古墳
鋳物師大師塚古墳（いもじだいしづかこふん/いもじたいしづかこふん）は、山口県防府市鋳物師町にある古墳。防府市指定史跡に指定されている（指定名称は「鋳物師大師塚」）。

## 概要
山口県南部、防府平野中央部の微高地に築造された古墳である。墳丘東側は墓地化しており、墳丘は大きく削平を受けている。江戸時代には石室が開口していたとみられ、現在は石室内に大師像が祀られる（古墳名の由来）。
墳形は明らかでなく、現在は東西約16メートル・南北約7メートル、高さ約4.5メートルのみを遺存する。埋葬施設は横穴式石室で、南南西方向に開口する。玄室・前室の2室と羨道で構成される九州系の複室構造の石室である。石室現存長10.7メートルを測る山口県内でも有数の規模の石室であり、石材には花崗岩の巨石が使用されている。副葬品は明らかでなく、墳丘頂部からの須恵器片1点（高坏脚部）の出土のみが知られる。築造時期は古墳時代終末期の7世紀前半頃と推定される。
古墳域は1969年（昭和44年）に防府市指定史跡に指定されている。

## 遺跡歴
- 文化14年（1817年）、石室前に灯籠の建立（灯籠銘文）。当時には開口か[2][1]。
- 1922年（大正11年）、梅原末治が石室実測図を学会に報告[2]。
- 1969年（昭和44年）3月31日、「鋳物師大師塚」として防府市指定史跡に指定[3]。

## 埋葬施設

石室俯瞰図

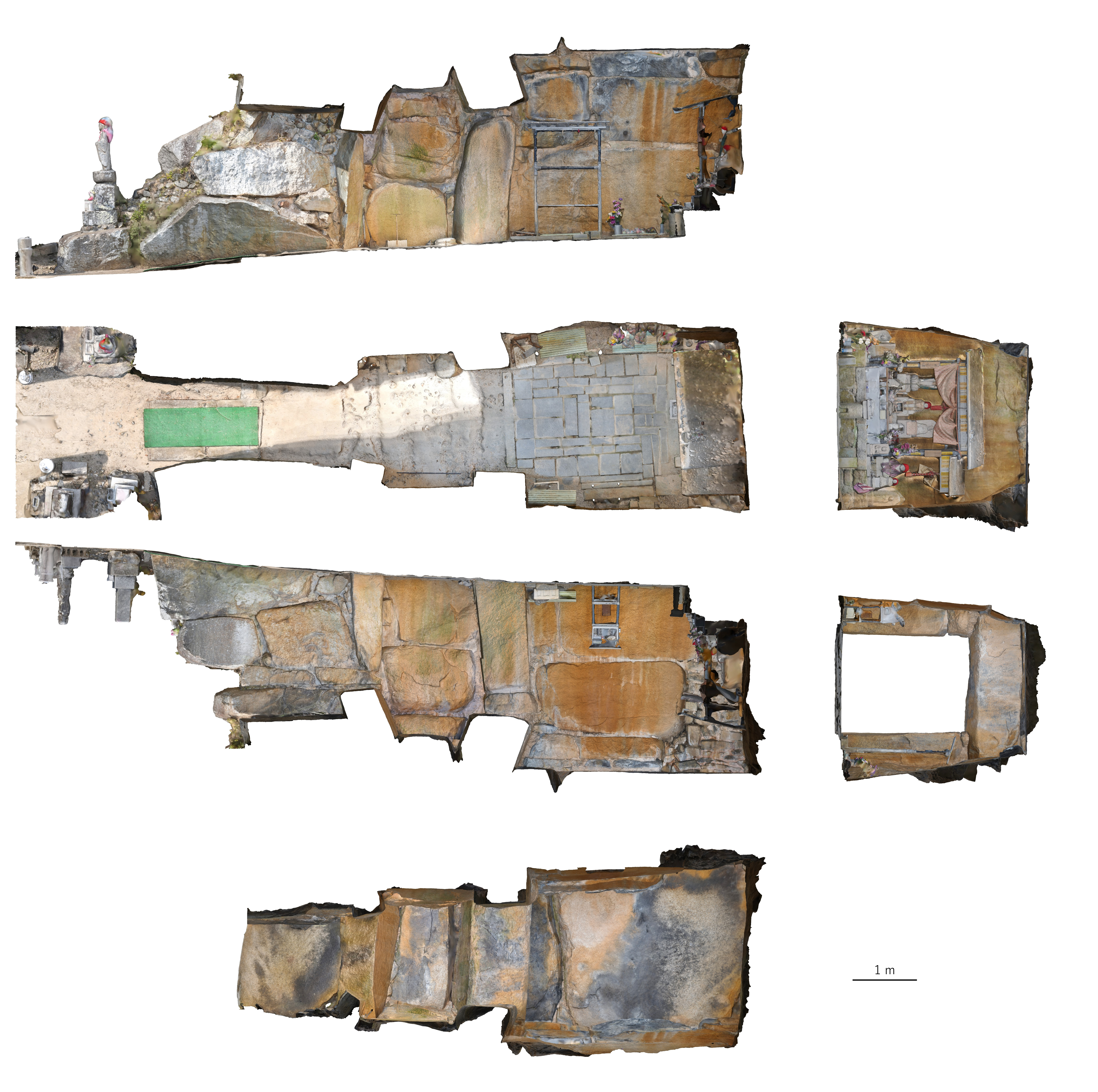
石室展開図

埋葬施設としては横穴式石室が構築されており、南南西方向に開口する。玄室・前室・羨道からなる複室構造の石室である。石室の規模は次の通り。
- 石室全長：現存約10.7メートル
- 玄室：長さ約3.6メートル、幅約2.9メートル（奥壁）、高さ約3メートル
- 前室：長さ約1.6メートル、幅約2.1メートル、高さ約2.4メートル
- 羨道：現存長約4.6メートル、幅約1.5メートル、高さ約2.4メートル

玄室の奥壁には一枚石を使用し、側壁には巨大な基底石を使用して3-4段積みで構築される。玄室の規模は山口県内でも最大級になる。羨道は一部が崩壊している。
石室の形態は九州系とされ、防府市内では同様の九州系複室構造の石室として車塚古墳・黒山3号墳・向山3号墳が知られる。

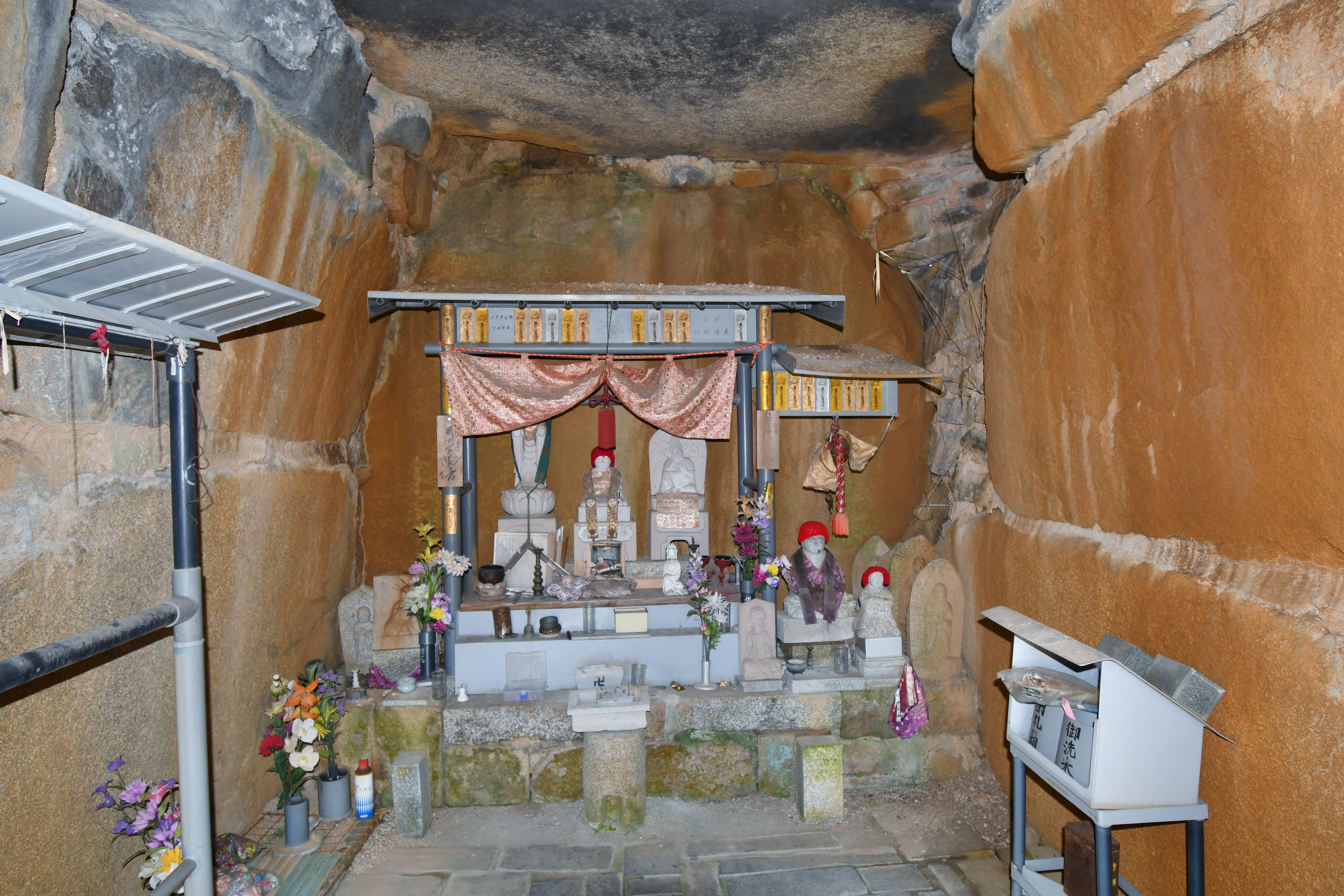
玄室（奥壁方向）
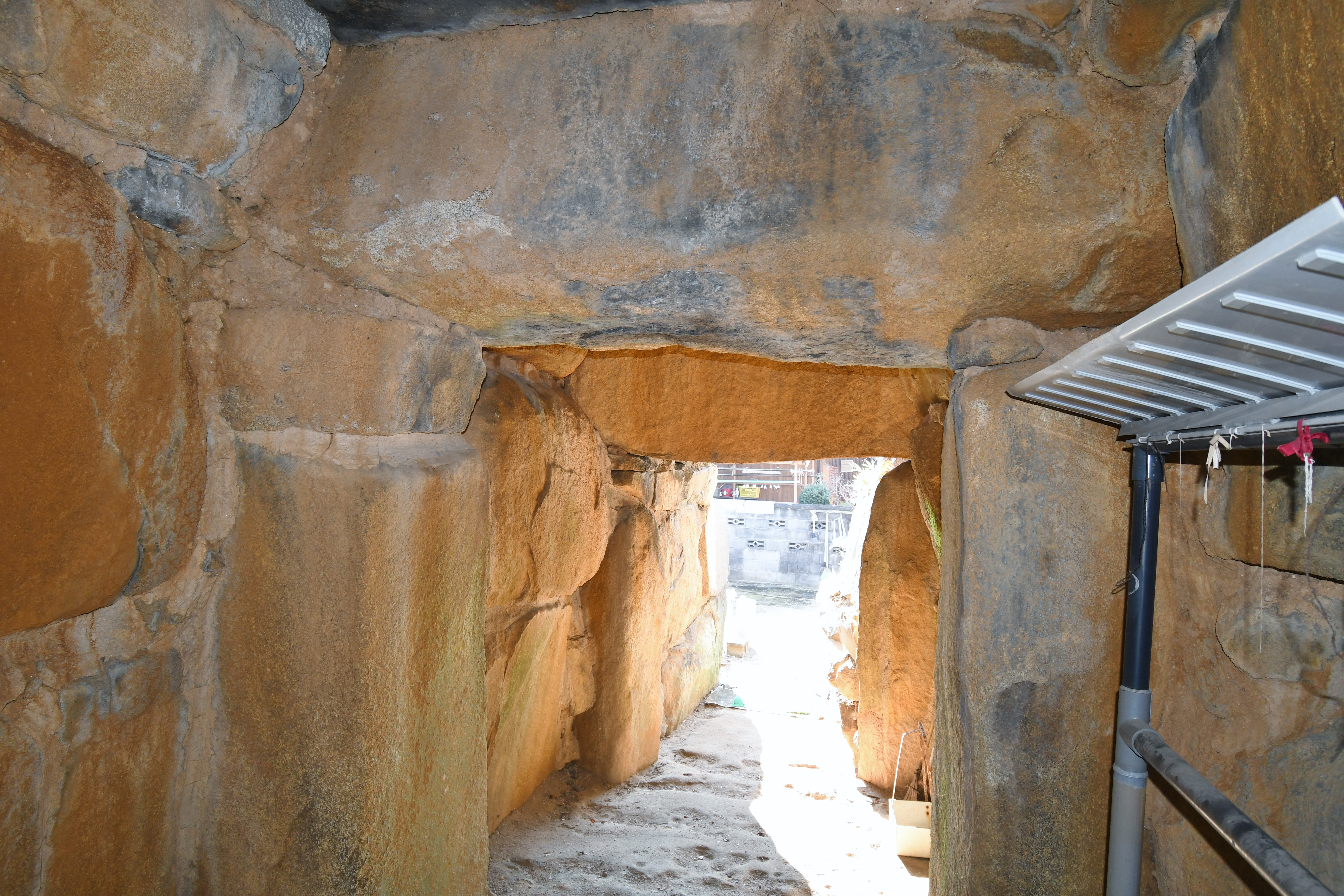
玄室（開口部方向）
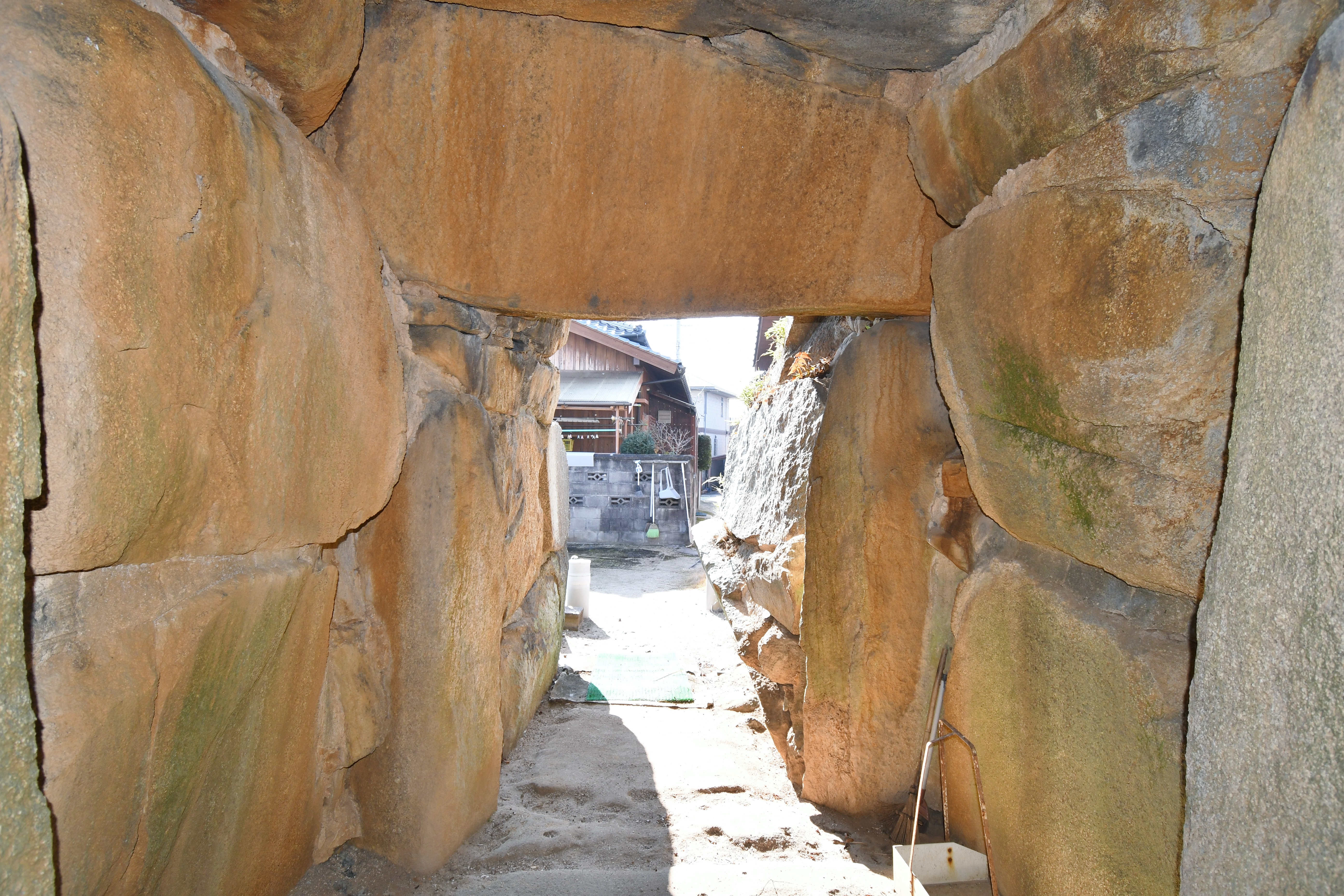
前室（開口部方向）
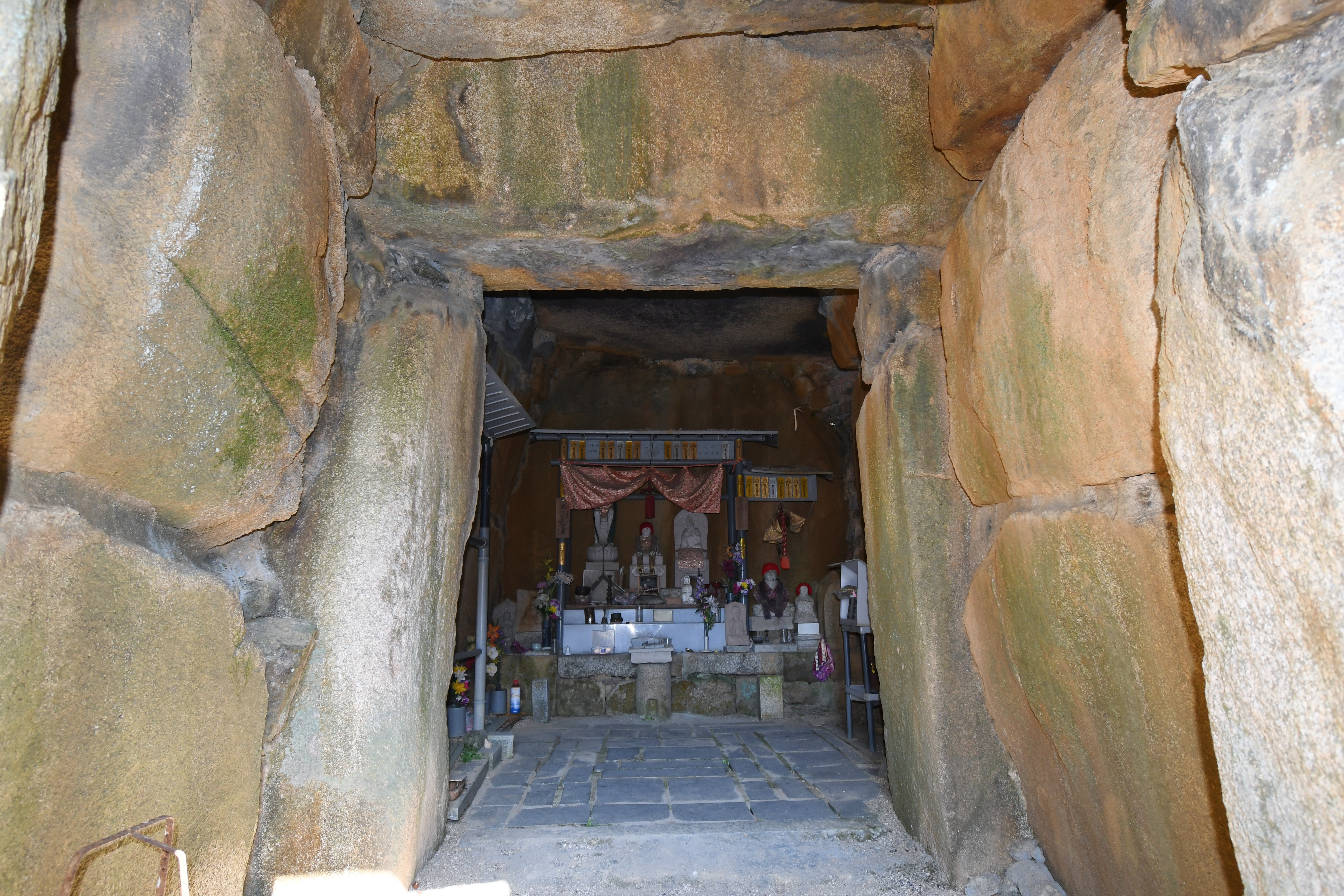
前室（玄室方向）
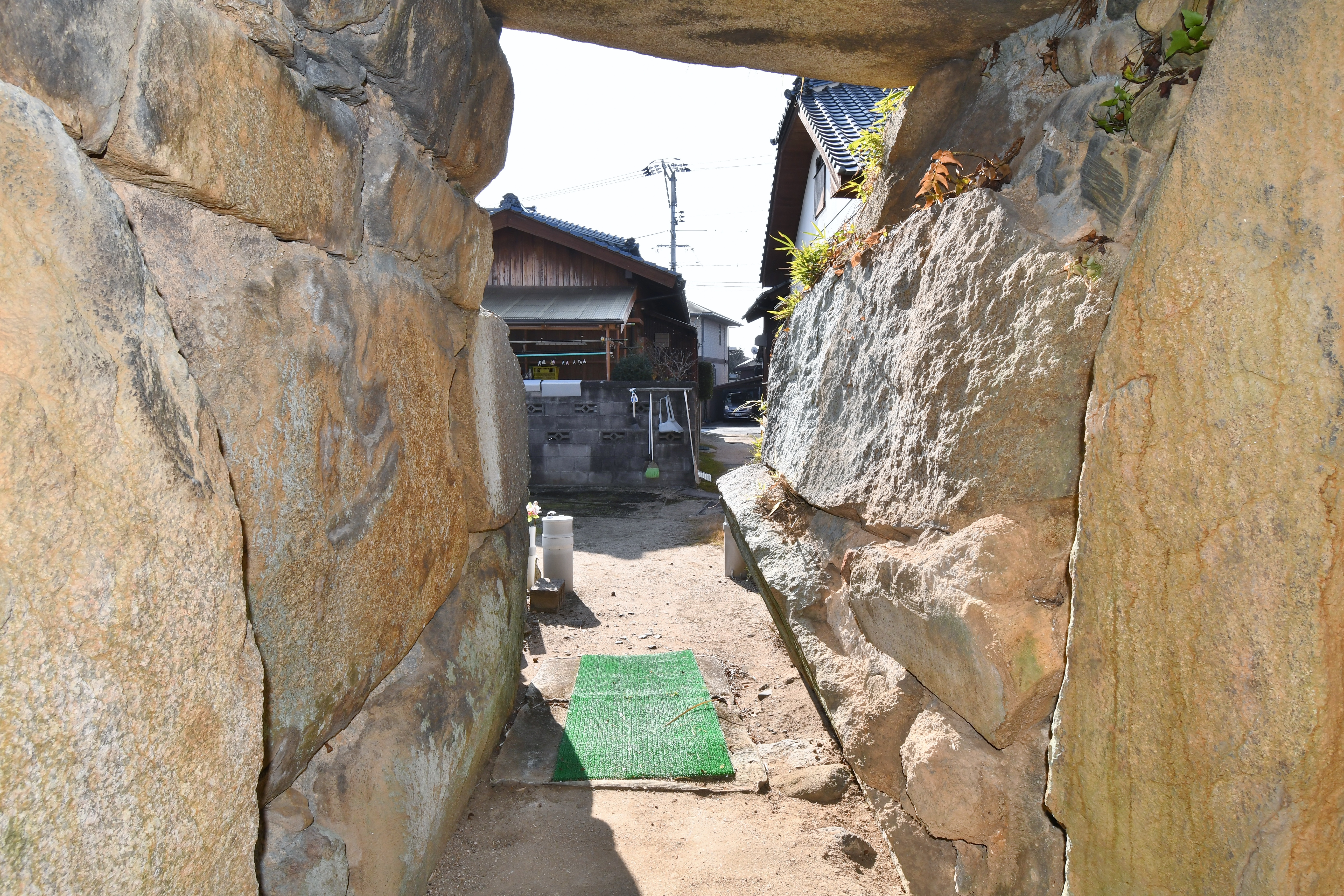
羨道（開口部方向）
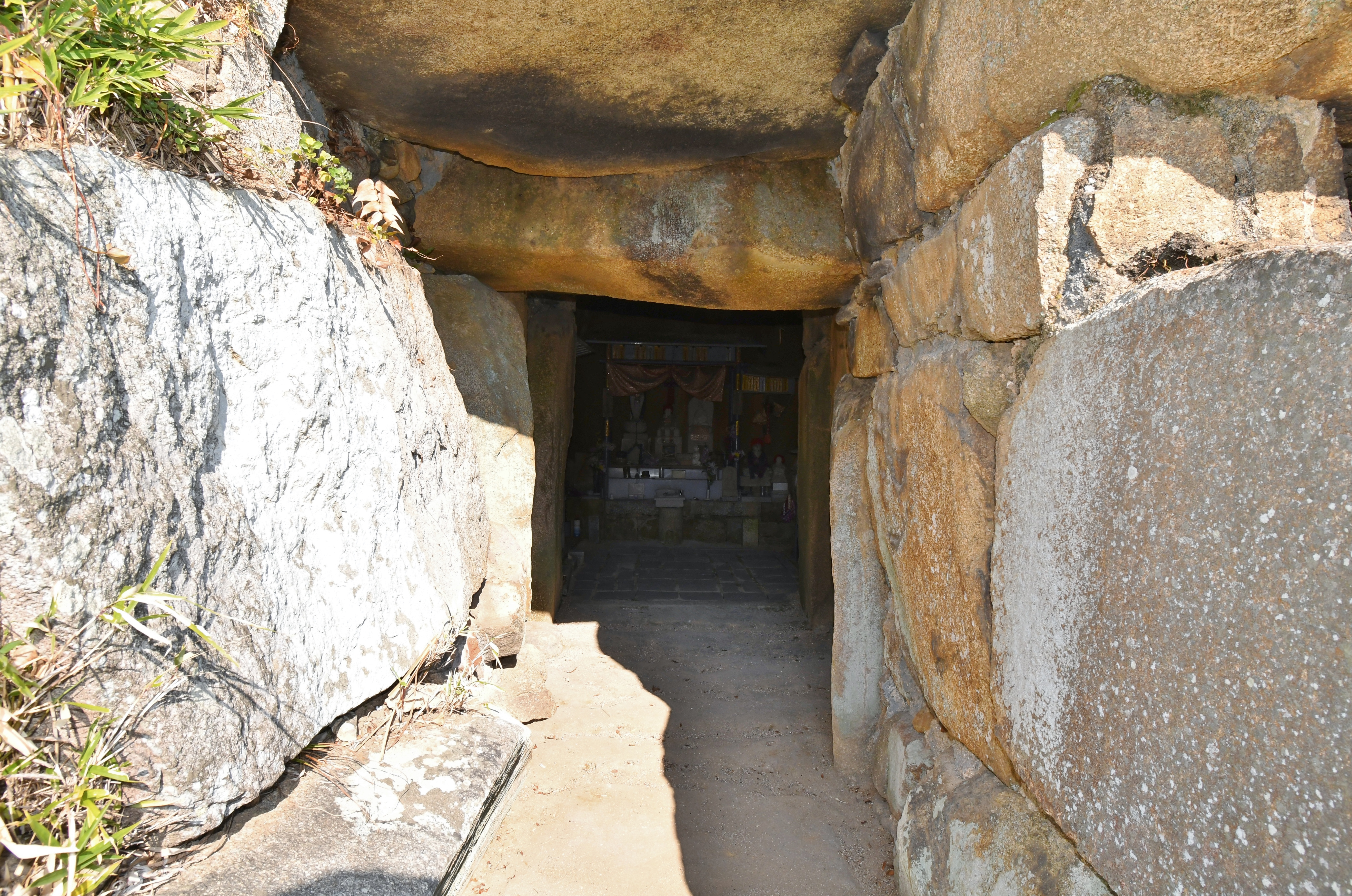
羨道（玄室方向）
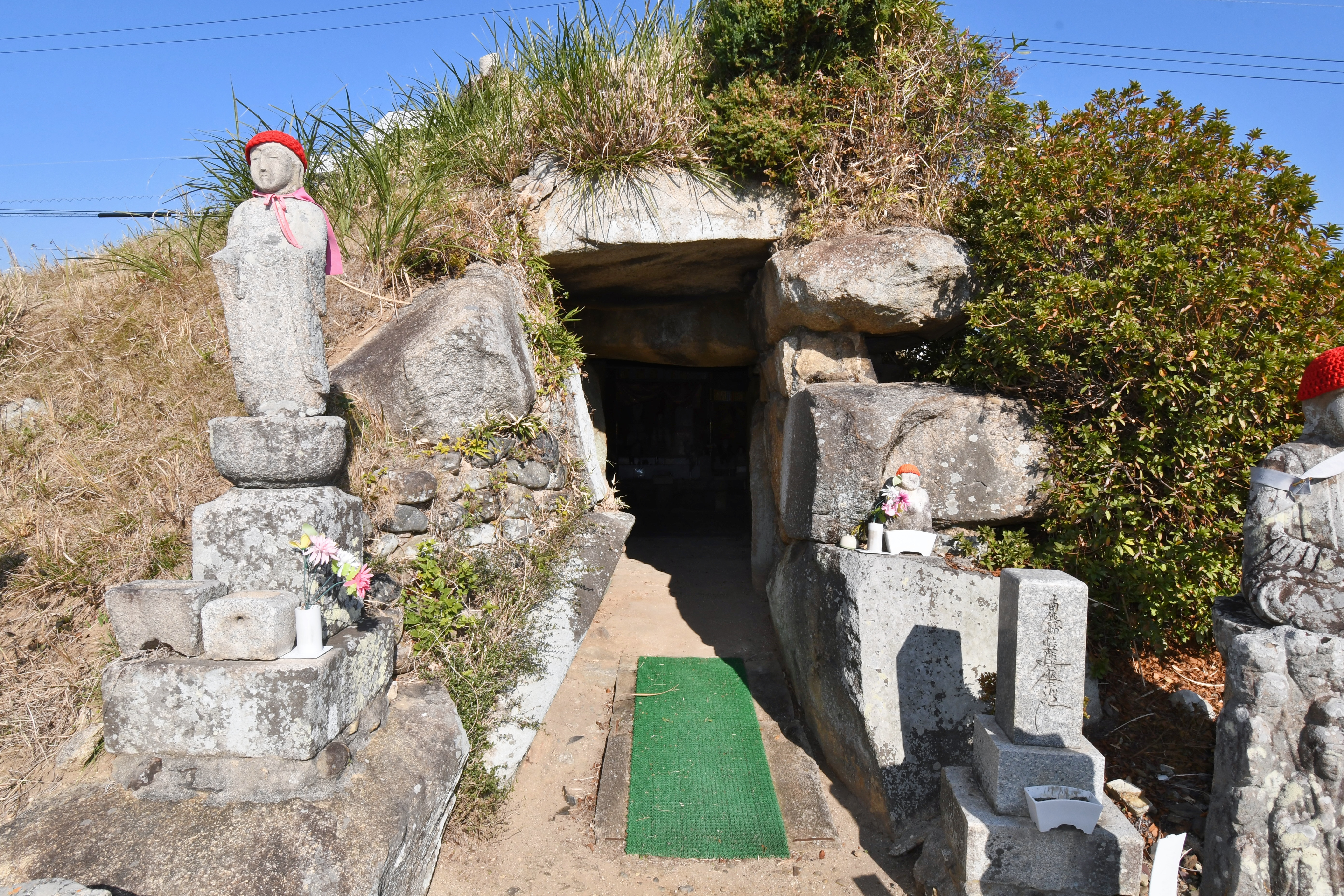
開口部

## 文化財

### 防府市指定文化財
- 史跡
  - 鋳物師大師塚 - 所有者は専光寺。1969年（昭和44年）3月31日指定[3]。